# 奥斯卡·奥斯特霍夫
奥斯卡·奥斯特霍夫（英語：Oscar Osthoff，1883年3月23日—1950年12月9日），美国前男子举重运动员。他曾代表美国参加1904年夏季奥林匹克运动会举重比赛，获得一枚金牌和一枚银牌。